# Уваров, Василий Борисович
Васи́лий Бори́сович Ува́ров (1929—1997) — советский и российский учёный, доктор физико-математических наук, профессор, лауреат Ленинской премии (1962).

## Биография
Родился в семье служащих. Окончил Окончил Московское музыкальное училище имени Ипполитова-Иванова по классу скрипки и физический факультет МГУ имени М. В. Ломоносова (1952). По распределению был направлен в Отделение прикладной математики (ОПМ) МИАН имени В. А. Стеклова. В ОПМ, затем Институте прикладной математики АН СССР (РАН) работал до конца жизни.
Кандидат физико-математических наук (1962, диссертация на тему «Некоторые вопросы теории ортогональных полиномов и спектральной теории дифференциальных уравнений 2-го порядка на полубесконечном интервале»), доктор физико-математических наук (1974). Учёные звания: старший научный сотрудник (1978), профессор (1979 год).

## Преподавание
По совместительству преподавал и вёл научную работу на факультете вычислительной математики и кибернетики МГУ: доцент (1973—1976), профессор (с 1976 года) кафедры вычислительной математики, затем — кафедры математической физики. Читал основные курсы «Математический анализ», «Дифференциальные уравнения», спецкурс «Теория специальных функций». Руководил спецсеминаром «Численные методы решения дифференциальных и алгебраических уравнений».
Область научных интересов — физика высокотемпературной плазмы, теория специальных функций.

## Из библиографии
Монографии:
- Специальные функции математической физики — М., Наука, 1984, 2-e изд.; англ. пер.: Basel-Boston: Birkhauser Verlag, 1988 (соавт. А. Ф. Никифоров);
- Классические ортогональные полиномы дискретной переменной — М., Наука, 1985; англ. пер.: Berlin-Heidelberg-New York: Springer Verlag, 1991 (соавт. А. Ф. Никифоров, С. К. Суслов);
- Квантово-статистические модели высокотемпературной плазмы и методы расчета росселандовых пробегов и уравнений состояния — М., Физматлит, 2000 (соавт. А. Ф. Никифоров, В. Г. Новиков).

Учебное пособие:
- Математический анализ (в 2 ч.) — М., изд-во МГУ, 1981—1982.

## Награды и премии
Лауреат Ленинской премии (1962 год) (совместно с А. Ф. Никифоровым).